# 3669 Вертинський
3669 Вертинський (3669 Vertinskij) — астероїд головного поясу, відкритий 21 жовтня 1982 року.
Тіссеранів параметр щодо Юпітера — 3,647.
Названо на честь Вертинського Олександра Миколайовича (рос. Александр Николаевич Вертинский, 1889 — 1957) — російського естрадного артиста, кіноактора, композитора, поета і співака, кумира естради в першій половині XX століття.